# Colobostema pulchripes
Colobostema pulchripes är en tvåvingeart som först beskrevs av Enrico Adelelmo Brunetti 1925.  Colobostema pulchripes ingår i släktet Colobostema och familjen dyngmyggor.
Artens utbredningsområde är Sikkim. Inga underarter finns listade i Catalogue of Life.